# Kurnik

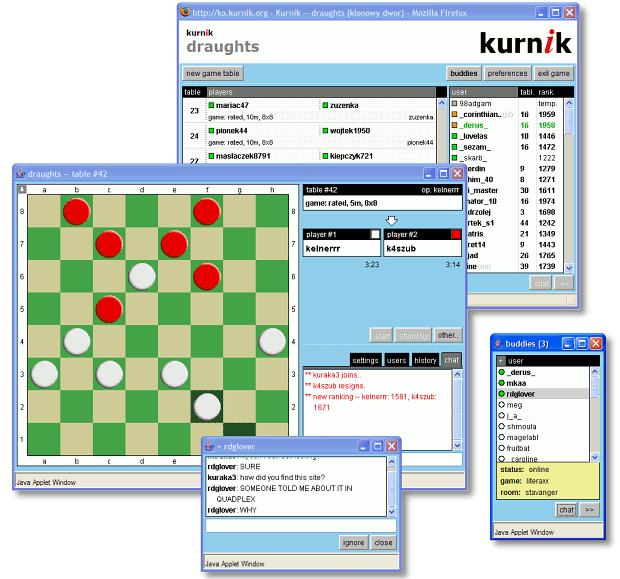
imagine

Kurnik este un site ce oferă posibilitatea de a juca jocuri (clasice, de tablă, de cărți) online împotriva unor adversari diferiți în timp real. Pe lângă faptul că interfața este foarte simplă și rapidă, aceasta oferă și multe alte caracteristici, cum ar fi:
- nu este nevoie descărcarea niciunui joc pe calculator - toate jocurile se pot juca în orice navigator compatibil Java
- există statistici extinse pentru fiecare jucător (în acest fel pot fi identificați cei ce încearcă să trișeze)
- partidele jucate în ultimele 6 luni sunt arhivate; acestea pot fi rejucate sau pot fi descărcate în formate uzuale (PGN, PBN, SGF etc.)
- există turnee online administrate automat, inclusiv turnee private (organizate de către utilizatori)
- există modul vizitator care poate juca cu prietenii de pe Skype, ICQ, etc.
- există un sistem de comunicare (chat) cu alți utilizatori și liste de contacte, utilizatorii grupați după țară, limbă etc.

O parte dintre acestea caracteristici s-ar putea să nu fie incluse în toate jocurile. Platforma pentru jocuri Kurnik a fost întreținută în mod activ de către Marek Futrega începând din anul 2001.